# Волден, або Життя в лісах
Волден, або Життя в лісах (англ. Walden; or, Life in the Woods) — книга американського письменника, філософа, натураліста Генрі Девіда Торо.
Вперше опублікована 1854 року, Волден деталізує досвід Торо протягом двох років, двох місяців і двох днів у хаті, яку він збудував біля Волденського ставка, що належав його другу і наставнику Ральфу Волдо Емерсону, неподалік від Конкорду, штат Массачусетс.
Основні теми, що підіймаються у творі: свобода, економіка, саморозвиток, екологія, релігія, суспільство, індивідуалізм. Просте життя і самодостатність були цілями Торо, і проект був натхненний трансценденталістською філософією, однією із центральних для американського романтизму.
Стиль Торо відрізняється науковою точністю та специфічною метафорикою. Торо подає народні та наукові назви флори і фауни Північної Америки, детально описує онтогенез ставка, як-от точні дати заморожування і відтавання, розповідає про свої експерименти із вимірюванням глибини і форми дна. Текст насичений різноманітними алюзіями на сучасників, релігійних діячів, науковців.
Праця є частиною особистої декларації незалежності, соціальний експеримент, подорож духовних відкриттів, сатири, і, певною мірою, посібник для самозабезпечення. Торо концентрується на чотирьох життєвих потребах людини: Притулку, Одягу, Їжі та Паливі.

## Сюжет
Волден починається із оголошення автора про те, що він провів близько двох років біля волденського ставка, заробляючи на життя виключно працею своїх рук і повернувся до цивілізації. Книга розділена на окремі розділи, кожен з яких орієнтований на конкретні теми.
Господарство. У першому і найдовшому розділі Торо описує свій проект: два роки, два місяці і два дні перебування у затишній хаті у лісі біля волденського ставка у Конкорді. Він робить це, щоб проілюструвати духовну користь від простого способу життя, де потребами є лише Їжа, Одяг, Притулок та Паливо. Торо ретельно записує свої витрати і доходи, демонструючи розуміння економіки. Для забудівлі 1845 року він витратив лише $28.12½ (близько $934 у доларах США станом на 2018 рік). Наприкінці цього розділу Торо подає вірш «Наміри бідності», написаний у сімнадцятому столітті англійським поетом Томасом Кер'ю. Поезія критикує тих, хто вважає, що злидні дають моральні та інтелектуальні переваги. Велику увагу приділено скептицизму і здивуванню містян над способом життя героя, тоді як містяни вважають суспільство єдиним місцем для життя. Автор розповідає про причини переїзду до ставка Волден разом із докладним описом будівництва хати.

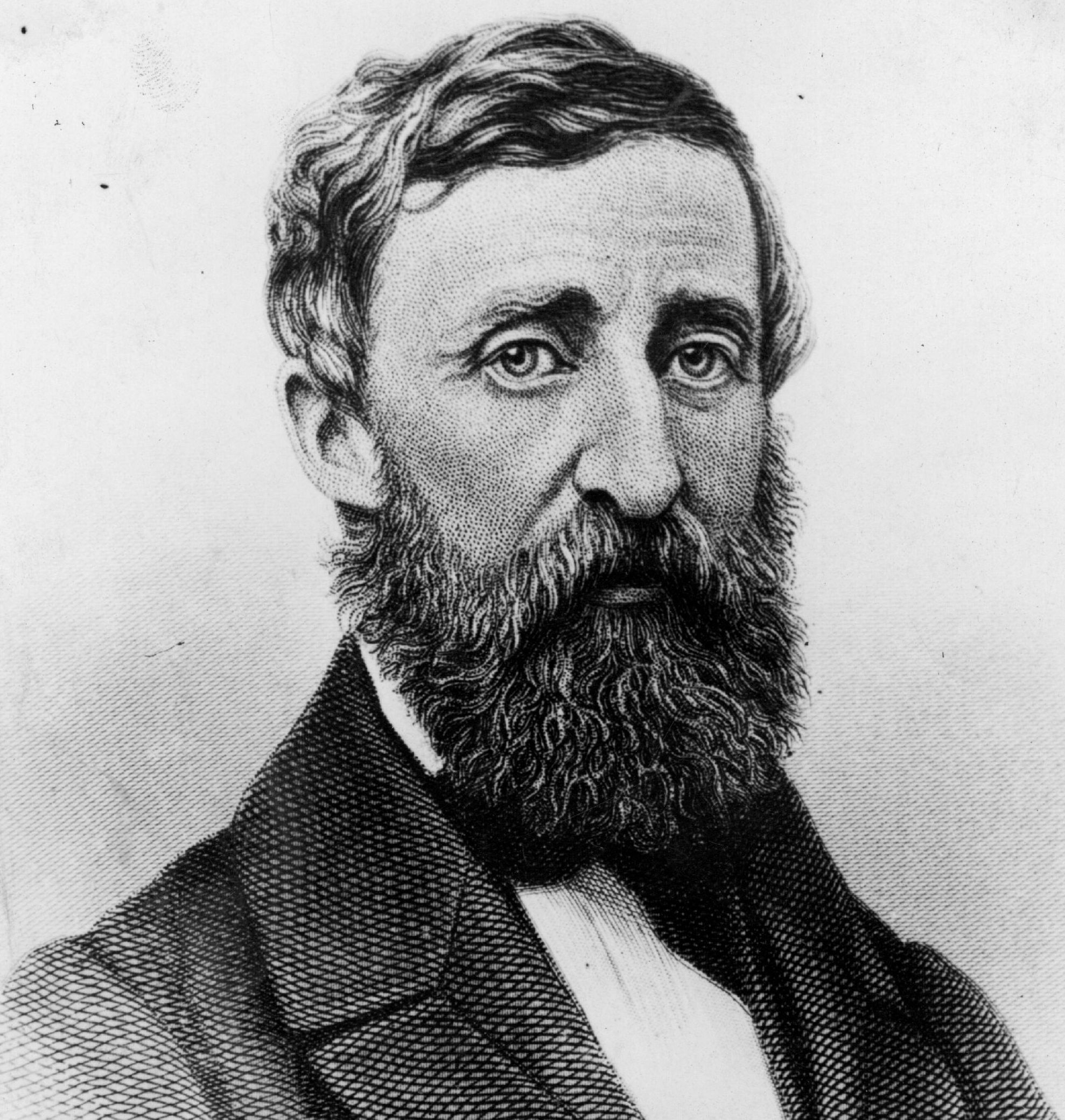
Генрі Девід Торо

Де я жив і заради чого. Загалом розділ присвячений розмислам щодо життя у хаті біля Волдена. Торо згадує про місця, де він зупинявся раніше, цитує пораду римського філософа Катона: «Подумати про купівлю ферми дуже ретельно, перш ніж підписати документи». Торо йде в ліс із мрією вільного від зобов'язань життя.
Книжки. Торо описує свої читацькі вподобання й улюблені книжки. Він наголошує на перевагах читання класичної літератури, бажано в оригіналі грецькою або латиною, і скаржиться на популярність примітивної літератури. Він сподівається, що настане час, коли кожне село Нової Англії підтримуватиме «мудреців», які просвічуватимуть народ.
Звуки. Хоч істина може бути знайдена у літературі, вона однаково є і у природі. Торо описує повсякденні звуки, на які натрапляє (дзвін, шум вагонів, стукіт і гуркіт, мукання корів, ухання сови, квакання жаб) у поетичній та метафоричній манері. Порівнюючи пари поїзда із хвостом комети і його шум — із криком яструба, Торо підкреслює схожість штучного до природного.
Самітність. Торо аналізує почуття самотності. Він пояснює, як самотність може виникнути навіть у колі товаришів, якщо серце не відкрите для них. Торо розмірковує про радощі втечі від суспільства, згадує своїх сусідів. Торо неодноразово наголошує на важливості глибокого спілкування із природою, стверджуючи, що «єдині потрібні ліки — це ковток ранкового повітря».
Гості. Торо розповідає про те, як він любить спілкування (незважаючи на свій потяг до самоти) і завжди залишає три стільці для відвідувачів. До Торо навідуються ті, хто живе або працює поруч. Особлива увага приділена французько-канадському дроворубові, ім'я якого Торо прямо не згадує.
Бобове поле. Опис городництва і задоволення від цієї роботи. Інша частина розділу присвячена заробітку і вирощуванню сільськогосподарських культур.
Селище. Роздуми про подорожі у Конкорд і зустрічі із містянами. Під час однієї такої подорожі Торо був затриманий і ув'язнений за відмову платити податок на «державу, яка купує і продає чоловіків, жінок, і дітей, як рогату худобу на двері свого Сенату».

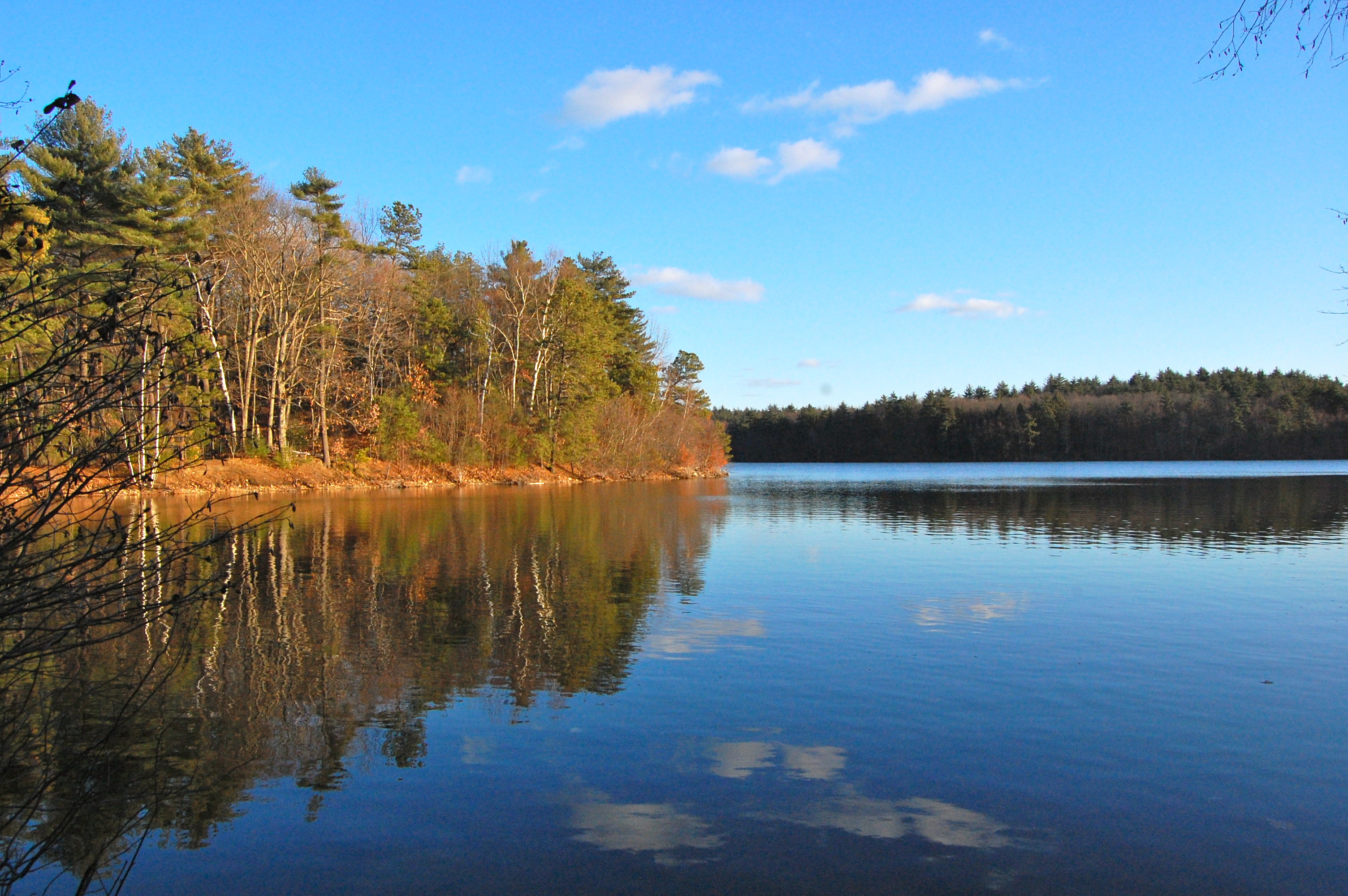
Волденський ставок

Ставки. Торо записує свої спостереження про географію Волденського ставка і його сусідів: Флінтового ставка, Білого ставка і Гусячого ставка.
Ферма Бейкер. Блукаючи у лісі, Торо потрапляє у бурю і знаходить притулок у брудній, похмурій хатині Джона Філда, бідного, але працьовитого ірландського фермера. Торо закликає Філда жити простим, але самостійним і повноцінним життям у лісі, тим самим звільняючи себе від роботодавців і кредиторів.
Вищі Закони. Торо роздумує чи полювання на диких тварин є необхідним. Він приходить до висновку, що примітивні інстинкти людей змушують їх вбивати і їсти тварин, і що людина, яка переборює цю схильність, переважає над іншими. Ось перелік законів, які він згадує:
- - Дикість треба любити так само, як і добро.
  - Справжня гуманність відома людині інстинктивно.
  - Мисливець — найкращий друг тварини, на яку полює.
  - Жоден, доросліший за підлітка, не вб'є без причини створіння, що шанує своє життя так само, як і свого вбивцю.
  - Якщо день та ніч тішать людину, то їй все вдається.
  - Найвища форма самооблади — жити не з інших тварин, а з рослин та засівів, вирощених на землі.

Тварини у сусідстві. Це скорочена версія однієї із розмов Торо із Вільямом Еллі Ченнінгом, який іноді супроводжував Торо на риболовлю, коли приїжджав із Конкорду. Розмова ведеться між відлюдником (сам автор) та поетом (Ченнінгом). Поки відлюдник зайнятий практичним завданням піймати рибу на вечерю, поет зайнятий мріями, і, зрештою, шкодує про свою неспроможність до практичних занять.
Новосілля. Після збирання ягід в лісі, Торо добудовує димохід, і, нарешті, утеплює стіни хати на зиму.
Попередні мешканці і зимові гості. Торо розповідає історії людей, які раніше жили в околицях Волденського ставка, та кількох відвідувачів, які приходять взимку: фермера, лісоруба і його найкращого друга, поета Еллі Ченнінга.
Тварини взимку. Торо захоплюють спостереження за дикою природою взимку, а саме за совами, зайцями, червоними білками, мишами та різними птахами.
Ставок взимку. Торо описує Волденський ставок взимку: процес зондування глибини, розміщення підземного отвору, видобування льоду на продаж.
Весна. Торо насолоджується весною та оновленням природи біля Волдена. Розповідь про від'зд 6 вересня 1847 року.
Підсумок. Торо підбиває підсумок своєму експериментові.
«Я не беруся стверджувати, що Джон чи Джонатан все це зрозуміють, бо така ж і природа завтрашнього дня, який не приходить зі світанком, не настає сам собою. Сліпуче світло — темрява для нас. Сходить лиш та зоря, для якої ми прокинулися. Справжній день ще попереду. Наше сонце — лиш вранішня зірка».

## Мотиви
Волден — книга складна для читання з трьох причин: по-перше, вона написана у стародавній манері, яка використовує хірургічно точну мову, розширені алегоричні метафори, довгі та складні абзаци та речення, а також яскраві, детальні та глибокі описи. Торо без вагань використовує метафори, натяки, заниження, гіперболу, персоніфікацію, іронію, сатиру, метонімію, синекдоту та оксюморони, а також він може перейти від наукової до трансцендентальної точки зору посеред речення. По-друге, його логіка базується на інакшому розумінні життя, яке достатньо суперечить загальноприйнятому визначенню здорового глузду. Іронічно, але ця логіка заснована на тому, у що вірить, як вони кажуть, більшість людей. Торо, визнаючи це, наповнює Волден сарказмом, парадоксами та двозначностями. Він любить дратувати, кидати виклик і навіть вводити в оману своїх читачів. І, по-третє, часто звичайні слова недостатні для вираження невербальних поглядів Торо на правду. Торо вимушений використовувати фігуральні вирази, щоб підкреслити поняття, які має зрозуміти читач.— Кен Кіфер

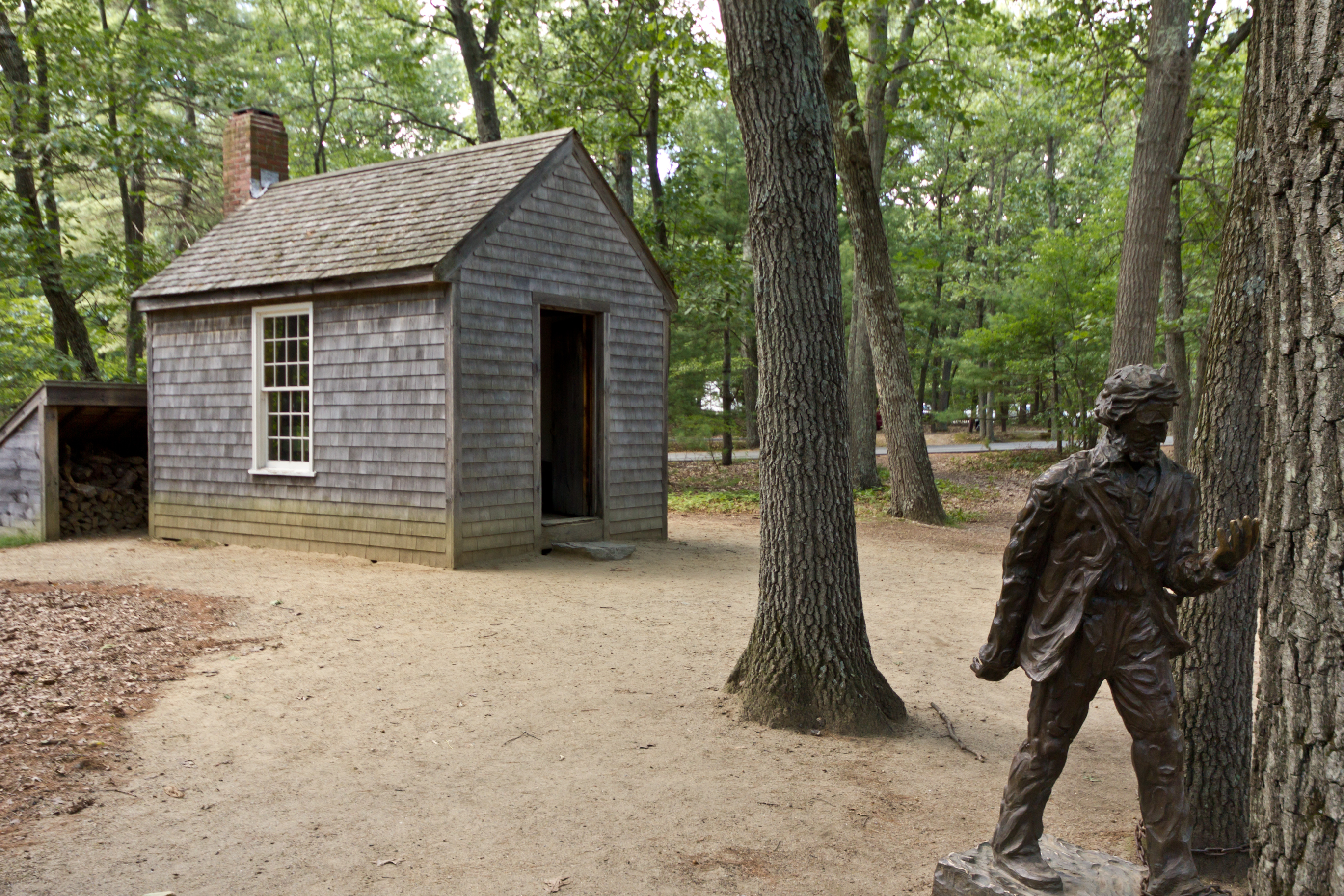
Меморіал хатини Торо біля Волдена

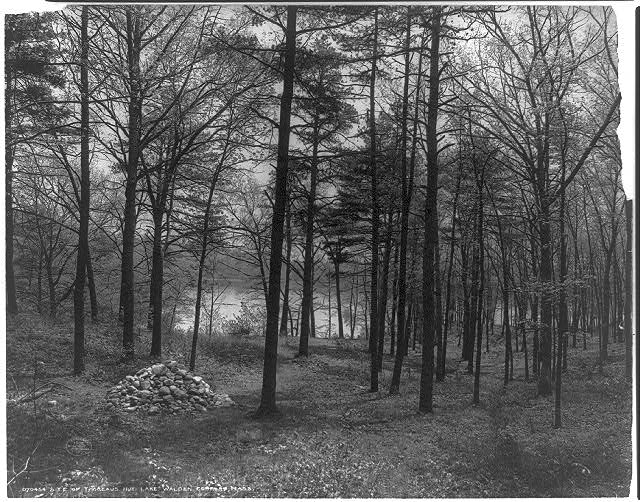
Місце хатини Торо, позначене 1908 року

Торо окреслює місце самотности у житті людини, важливість споглядання та близькості до Природи, що перевершує «безнадійне» існування, яке, на його думку, провадить більшість людей. Книга не є традиційною автобіографією, але об'єднує цей жанр із соціальною критикою споживчих та матеріалістичних поглядів тогочасної західної культури, що є альтернативним поглядом на суспільство загалом. Основні теми, що зачіпає автор:
- Самостійність: Торо постійно відмовляється від поняття «потреби» спілкування з іншими. Хоч автор й усвідомлює його значення і важливість, він вважає, що не потрібно завжди цього шукати. Самостійність для нього визначається в економічних та соціальних сенсах, і є принципом, який з погляду фінансових та міжособових відносин є найважливішою цінністю. Для Торо, незалежність може бути як економічна, так і духовна, і в цій тезі простежуються паралелі із філософією трансценденталізму.
- Простота: Простота є своєрідною моделлю життя для Торо. Він всюди прагне спростити спосіб життя: обирає лагодити одяг замість того, щоб купувати новий, мінімізує споживчі потреби, і звільняє час для самовдосконалення та дозвілля.
- Розвиток: В умовах світу, що постійно розвивається, Торо вважає нерозумним та скептичним думати, що будь-яке зовнішнє покращення життя може принести внутрішній мир і щастя.
- Необхідність духовного пробудження:  Духовне пробудження — це спосіб знайти та реалізувати істини життя, які часто поховані під курганами повсякденних справ. Торо стверджує, що духовне пробудження — найважливіша складова життя. Це джерело, з якого витікають усі річки.
- Людина як частина природи.
- Влада як осередок несправедливості і корупції.
- Медитація: Торо завзято медитував і часто наголошував на перевагах медитації.

## Створення та публікація історії
Існує багато припущень щодо того, чому Торо пішов жити до ставка. Е. Б. Вайт пропонує наступний варіант: «Генрі пішов у ліс, ніби на битву, а Волден — це звіт про людину, яка розривається поміж двох потужних і протилежних інстинктів — бажанням насолоджуватися світом і прагненням його змінити». Лео Маркс зазначає, що перебування Торо біля Волдена — це експеримент, який базується на філософії «природности» Емерсона, і що це був «звіт про експеримент у трансцендентному пасторалізмові».
Також існують інші припущення, що наміри Торо під час його перебування біля Волденського ставка були «провести експеримент: чи зможе він вижити, ба навіть досягти успіхів, відмовляючись від зайвих предметів розкоші, живучи звичайним, простим життям у максимально обмежених умовах?». Він розглядав це як випробування у мистецтві «господарства». Хоч це й була своєрідна втеча від «понад-цивілізації» у пошуках «первісного» і «дикого» захвату від незайманої природи, значну кількість свого часу Торо проводив за читанням та письмом.[джерело?]
Торо витратив майже в чотири рази більше часу на рукопис Волдена, ніж провів у хаті. Залишивши Волденський ставок, Торо, на прохання Емерсона, повернувся до його будинку і займався виплачуванням боргів. Тими роками Торо поволі редагував рукопис, що спочатку містив 18 статей, що описують його «експеримент». Після восьми чернеток і десяти років редагування «Волден» був опублікований 1854 року.
Після публікації тексту, Торо стверджував, що період життя біля Волдена був лише експериментом. Він ніколи серйозно не сприймав «думку про те, що справді може ізолювати себе від інших». Торо вбачав у своєму поході у ліс «спробу зрозуміти як те, що мучить чоловіків та жінок тодішньої сучасности, так і те, що зможе їм допомогти».

## Рецепція

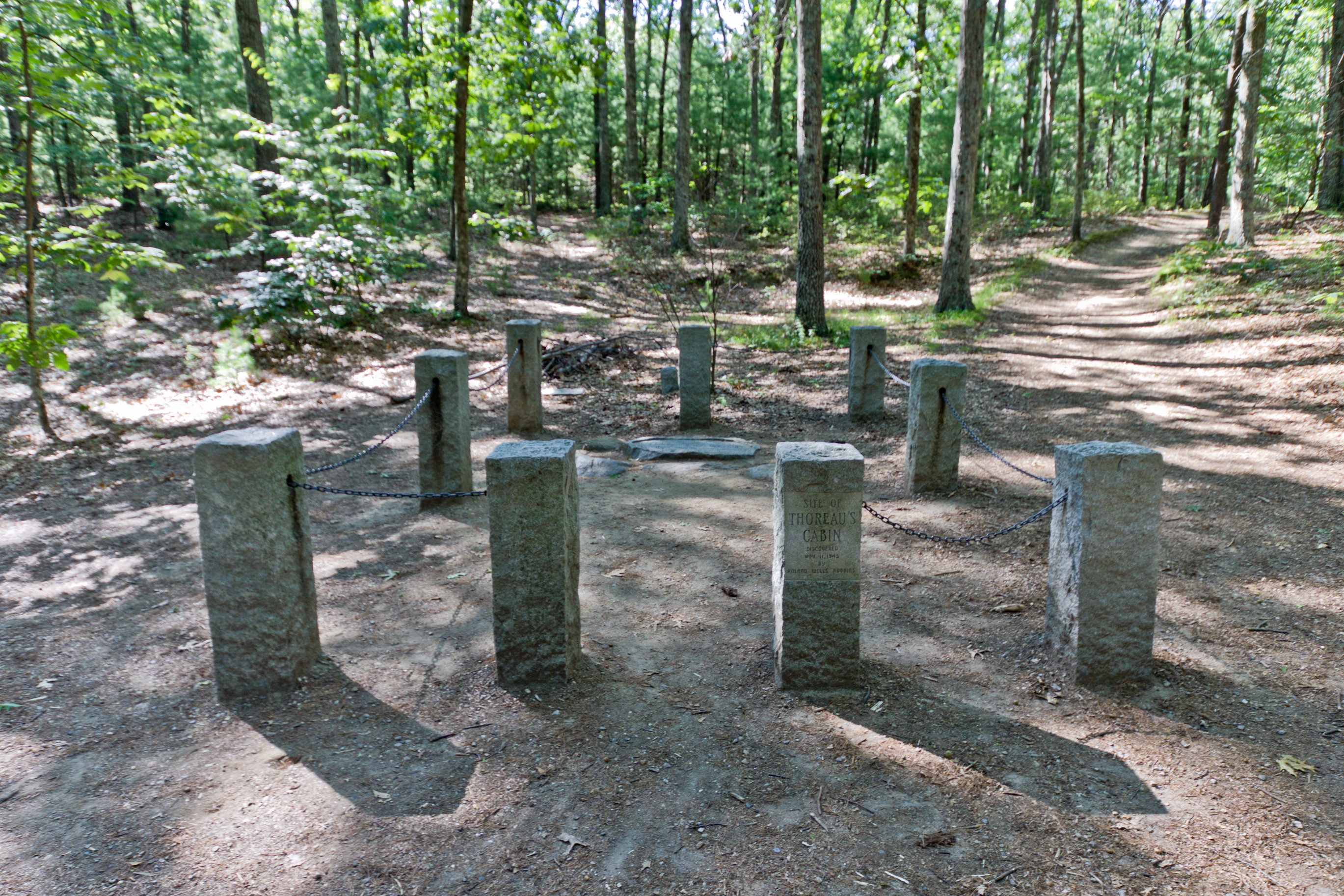
Місце хатини Торо, 2010

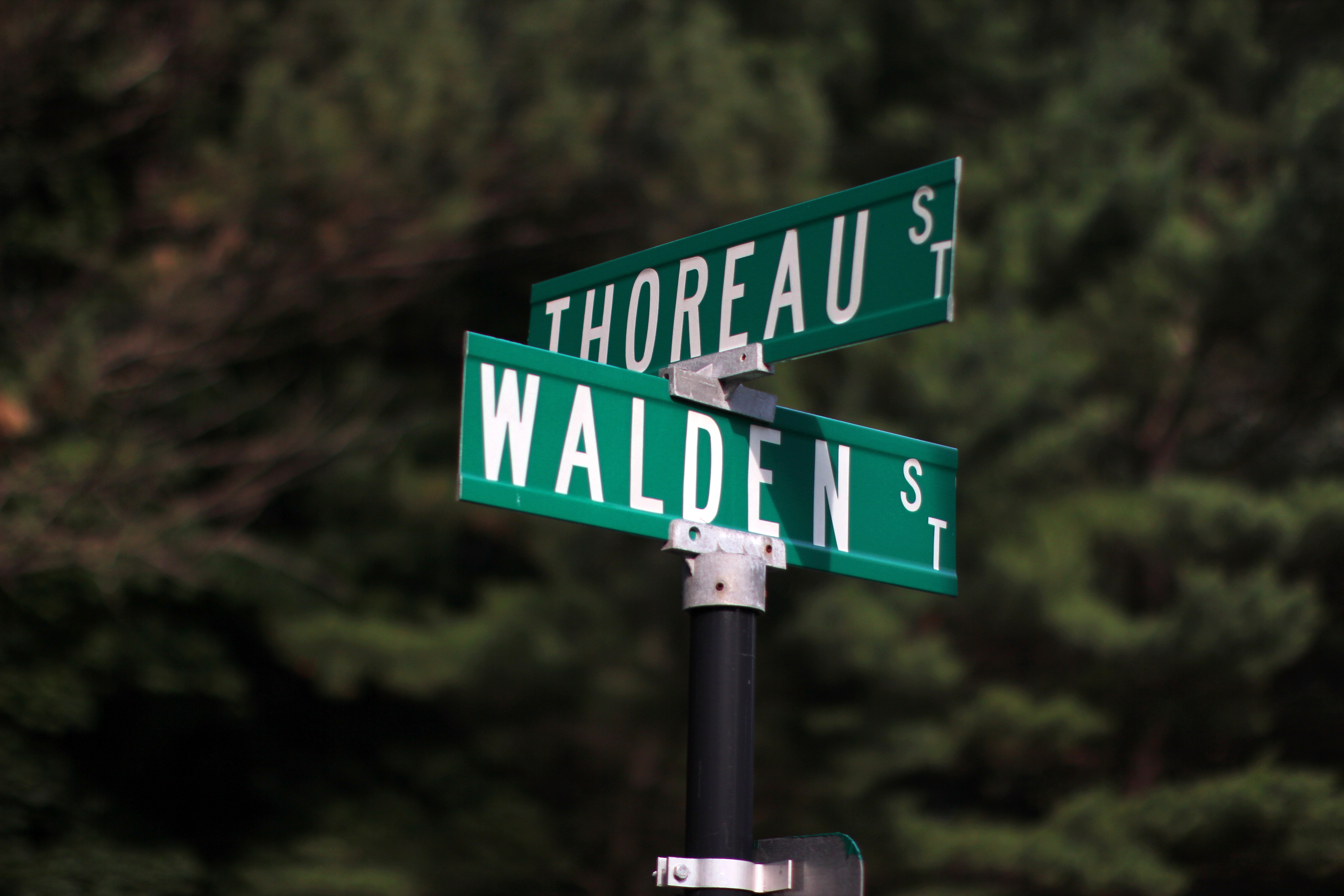
Вулиці у Конкорді, Массачусетс, названі на честь Торо

Волден здобув помірного успіху після публікації, але на продаж 2000 примірників знадобилося п'ять років, після чого текст вийшов із друку до смерті Торо 1862 року. Незважаючи на такий початок, пізніше критики хвалили твір як текст американського класика, що досліджує природну простоту, гармонію та красу. Американський поет Роберт Фрост написав про Торо: «Однією книжкою … Він перевершує все, що у нас було в Америці до того».
Часто припускають, що критики спочатку ігнорували Волден, а ті, хто зробив огляд на книжку, в оцінках рівномірно розподілились між позитивними та негативними. Але дослідження показали, що Волден дійсно був «сприйнятий сучасниками Торо більш позитивно, ніж дотепер очікували.» Із 66 перших рецензій, які були знайдені на сьогодні, 46 «були дуже позитивними.» Деякі відгуки були досить поверхневими, містили лише пораду книжки до прочитання або передбачали її успіх у публіки; інші були довшими, докладними та детальними, як з позитивними, так і з негативними коментарями. Позитивні коментарі оспівували незалежність Торо, його практичність, мудрість, «грубу простоту» і хоробрість. Не дивно, що менш ніж через три тижні після публікації книжки, наставник Торо Емерсон заявив: «Усі американці втішені Волденом, наскільки їм вистачає духу про це сказати».
З іншого боку, характеристики «дивний» або «ексцентричний» з'являлися більш ніж у половині перших оглядів книжки. Траплялися й інші негативні характеристики Торо: самозакоханий, непрактичний, обраний, мізантропічний. Одна з рецензій порівнювала спосіб життя Торо із комунізмом, не у сенсі марксизму, а як заміну спільному життю або релігійному комунізму. Цінуючи свободу від власності, Торо не був комуністом у сенсі практики спільного використання чи підтримки громади. Отже, комунізм «кращий, ніж метод позбавлення зобов'язань нашого відлюдника».
Проте, майже через двадцять років після смерті письменника, шотландський автор Роберт Л'юїс Стівенсон заявив, що ідея Торо жити одному у природній простоті, окремо від тогочасного суспільства — ознака розніженості, це «жіночий клопіт, бо є у цьому способі життя щось непривабливе, щось майже полохливе». Поет Джон Грінліф Уіттієр окреслював основну, як він вважав, думку Волдена так: людина повинна знизити себе до рівня деревця і ходити на чотирьох ногах. Він сказав: «Волден — це відмінне читво, але дуже лихе та варварське… Зрештою, для мене краще гуляти на двох ногах». Автор Едвард Аббей докладно аналізував ідеї і досвід Торо у своїй праці під назвою «Униз річкою із Торо», написаною 1980 року.
На сьогодні, незважаючи на критичні зауваження, Волден виступає одним із найбільш відомих літературних творів Америки. Джон Апдайк писав про Волден: «Через півтора століття після публікації Волден став таким символом руху назад-до-природи, екології, анти-бізнесу, цивільної непокори, а Торо — яскравим прикладом дисидента, такого дивакуватого і відлюдницького святого, що книжка ризикує стати такою ж шанованою і нечитаною, як Біблія». Американський психолог Б. Ф. Скіннер пише, що молодим носив примірник Волдена із собою, і зрештою написав Волден Два 1945 року, вигадану утопію про 1000 учасників спільноти, що живуть разом, натхненні Торо.
Кетрін Шульц звинуватила Торо у лицемірстві, мізантропії та святенності, хоча ця критика і була сприйнята як досить вибіркова.

## Адаптації

### Відеоігри
Національний фонд мистецтв 2012 року нагородив Трейсі Фуллертона, гейм-дизайнера і професора «Game Innovation Lab» Університету Південної Каліфорнії, грошовим грантом у $40,000 на створення Волден, гри від першої особи із відкритим світом , де гравці «населяють відкритий, тривимірний ігровий світ, який симулює географію і екологію Волденського лісу». Розробка гри була також підтримана грантами від Національного Фонду Гуманітарних Наук. Гра була випущена 4 липня 2017 року, у день, коли Торо розпочав свій експеримент, і у день 200-річчя із дня народження Торо. Гра була номінована на Бродвейську нагороду за кращу інді-гру на New York Game Awards 2018 року.
Окрім цього, Волден був адаптований для додатка iOS як Волден: життя у лісі, 2Д гру, де гравець може «досліджувати ліс довкола Волденського ставка і грати у міні-ігри, натхненні досвідом Торо».

### Оцифровка та зусилля стипендії
Цифровий Торо проект, створений Державним Університетом Нью-Йорка в Генесео у співпраці із Thoreau Society та Walden Woods Project, пропонує повний текст видання Волдена,, зібраний із різних версій праці. Ця оцифровка допомагає читачам простежити еволюцію класичної роботи Торо впродовж семи редакцій з 1846 по 1854 рік. Завдяки цьому проектові читач має змогу порівняти будь-який із семи розділів Волдена із виданням від Princeton University Press та переглянути примітки дослідників, у тому числі дисертацію Рональда Клапера «Створення Волдена: генетичний текст» (1967) і Волтера Гардінга «Волден: анотоване видання» (1995). Таким чином, проект забезпечує читачам простір для обговорення Торо у межах його текстів.

### Вплив
Трилогія Жана Крейгхедома Джорджа «Мій бік гори»  багато в чому натхнена темами, що підіймаються у Волдені. Вчителі головного героя Сема Ґріблі називають його «Торо».
Другий фільм «Домішка» Шейна Каррута змальовує Волден як центральний символ усієї історії, і спирається передусім на теми, висловлені Торо.
У фільмі «Спілка мертвих поетів» 1989 року уривок із Волдена є одним із постійних мотивів.
Фінська симфо-метал група Nightwish кілька разів відсилається до Волден у своєму восьмому студійному альбомі «Endless Forms Most Beautiful» 2015 року, у тому числі в пісні під назвою «Мій Волден».
У грі Фоллаут 4, що розповідає про штат Массачусетс, знаходиться місце під назвою Волденський ставок, де гравець може послухати туристичний гід про досвід життя в умовах дикої природи. На місці стоїть невелика хатина, яка схожа на той самий будинок, де жив Торо.
У пісні «Smoke Signals» сучасної співачки Фібі Бріджес є згадка про книжку. 2018 року МС Ларс та Мега Рен випустили пісню під назвою «Волден», де виконавці обговорюють текст та його вплив.
У другій серії підвденно-корейському серіалі «Ча-Ча-Ча на узбережжі» головний герой читає цю книгу, з натяком на дауншифтінг.

## Переклади українською
- Генрі Девід Торо. Волден, або Життя в лісах. Пер. з англ. Ярослави Стріхи. — Київ: Темпора, 2020. — 432 с. ISBN 9786175694619